# Oddział torujący
Oddział torujący – doraźne zorganizowany z pododdziału saperów wykorzystywany do rozpoznania i torowania przejść w zaporach inżynieryjnych, wykrywania i niszczenia punktów kierowania wybuchami min jądrowych oraz ich likwidacji, rozpoznania i wykonania obejść lub przejść w strefie zniszczeń powstałej wskutek wybuchu min jądrowych. Oddział torujący może składać się z grup: rozpoznawczej, torującej, wsparcia ogniowego oraz ubezpieczenia i osłony.